# Los Andes (Cali)
Los Andes es un corregimiento en el distrito colombiano de Santiago de Cali. Es uno de los corregimientos más extensos y menos densamente poblados. Los Andes limita al norte con los corregimientos de Pichindé y El Saladito, al sur con los corregimientos Pance, La Buitrera y Villacarmelo, al occidente con los Farallones de Cali y al oriente con el casco urbano.

## División territorial
El corregimiento está conformado por su centro poblado cabecera (la cual le da el nombre al corregimiento) y 11 veredas con 4 sectores.
Las veredas son:
- Los Andes
- Los Cárpatos
- Quebrada Honda
- Pueblo Nuevo
- El Faro
- La Reforma
- El Mango
- Los Andes Parte Baja
- El Mameyal
- Las Pilas del Cabuyal
- El Cabuyal.
- Brisas de los cristales

Los sectores:
- Mónaco
- La Cabañita
- Los Vacanes
- puente amarillo
- El Muñeco
- San Jorge
- La Hamaca
- Urbanización Cañaveralejo
- Bajo Cristo Rey
- Cerro de Cristo Rey

## Generalidades
Es un corregimiento en calidad de reserva forestal. Existen diversas plantas, es un lugar agradable para vivir, no hay contaminación y se recomienda que las personas no boten basuras en los bosques ni en las calles.
Los Andes empezó a poblarse a comienzos del siglo XX con inmigrantes provenientes del Cauca y Nariño, quienes se dedicaron a la agricultura estableciedose en las tierras bajas del corregimiento. Hacia la década de 1980 se empieza a poblar con gente del área urbana de Cali.